# 안드레이 루블료프 (테니스 선수)

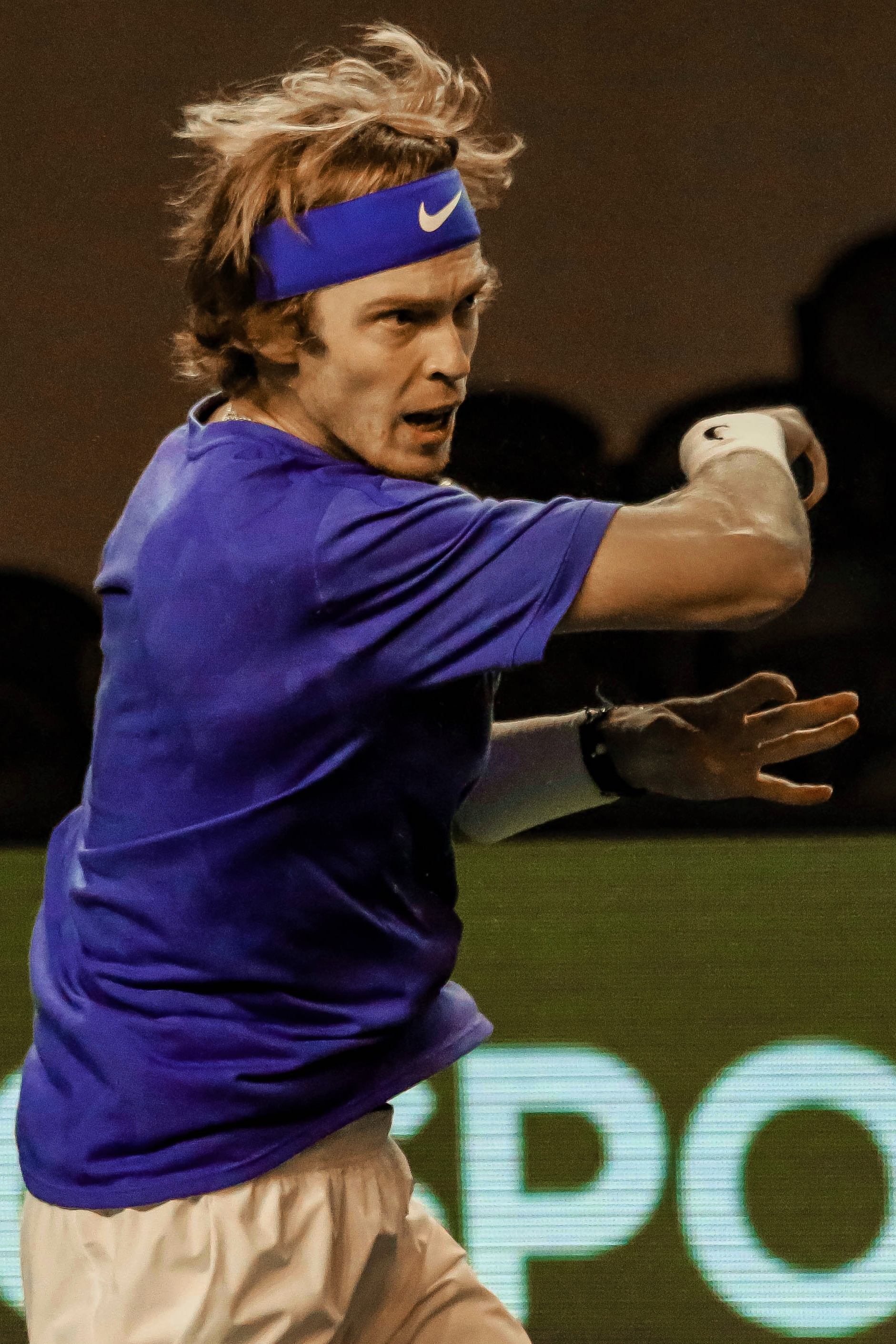
안드레이 루블료프(2019년)

안드레이 안드레예비치 루블료프(러시아어: Андре́й Андре́евич Рублёв, 1997년 10월 20일~)는 러시아의 테니스 선수이다. 플레이스타일은 오른손잡이, 양손 백핸드이다.
그는 러시아 모스크바 출신이고, 3세 때부터 어머니의 지도로 테니스를 시작했다. 롤모델은 마라트 사핀으로 삼았다. 러시아어, 영어, 독일어를 구사한다.